# Skalička (ort i Tjeckien, Olomouc, lat 49,52, long 17,80)
Skalička är en ort i Tjeckien.   Den ligger i regionen Olomouc, i den östra delen av landet, 250 km öster om huvudstaden Prag. Skalička ligger 271 meter över havet och antalet invånare är 545.
Terrängen runt Skalička är huvudsakligen platt, men västerut är den kuperad. Skalička ligger nere i en dal.Runt Skalička är det ganska tätbefolkat, med 58 invånare per kvadratkilometer. Närmaste större samhälle är Valašské Meziříčí, 13,5 km öster om Skalička. Trakten runt Skalička består till största delen av jordbruksmark.